# 屋代駅
屋代駅（やしろえき）は、長野県千曲市大字小島にある、しなの鉄道・日本貨物鉄道（JR貨物）しなの鉄道線の駅である。
2012年3月31日までは長野電鉄屋代線の起点でもあった。共同使用駅として、しなの鉄道が駅業務を担当していた。

## 概要
北信地方の都市・千曲市（旧更埴市）の代表駅で、同市の中心市街地に位置する。
しなの鉄道と、貨物鉄道事業者であるJR貨物が管轄する駅である。しなの鉄道線経由で小諸駅や終点の軽井沢駅とJR長野駅を結ぶ列車が発着している。JR貨物はしなの鉄道線を利用する第二種鉄道事業者であるが、現在当駅を発着する定期貨物列車は設定されていない（後述）。
駅の開業は1888年（明治21年）である。元々は軽井沢より東の高崎駅を起点とし、新潟駅を終点とする日本国有鉄道信越本線の途中駅であった。また、特急「あさま」の一部が停車する駅でもあった。1987年（昭和62年）の民営化により東日本旅客鉄道（JR東日本）とJR貨物が継承した。その後北陸新幹線開業に伴って軽井沢・篠ノ井間がJR東日本より分離されたため、旅客駅についてはしなの鉄道の運営となり、現在に至っている。
かつて乗り入れていた長野電鉄屋代線は1922年（大正11年）に開業し、運営会社変更・線名改称を経て2002年（平成14年）より廃止当時の名称となっていた。

## 歴史
- 1888年（明治21年）
  - 8月15日：長野駅・上田駅間の開業にあわせ、国有鉄道（国鉄）の駅として開業[1]。ただし工事の都合により営業せず[3]。
  - 9月15日：旅客・貨物営業を行う一般駅として営業開始[3]。
- 1909年（明治42年）10月12日：線路名称制定により、信越本線の所属となる[3]。
- 1922年（大正11年）6月10日：河東鉄道により、当駅・須坂駅間（後の屋代線）が開業[2]。
- 1926年（大正15年）9月30日：河東鉄道を長野電鉄が合併、同社河東線に。
- 1937年（昭和12年）3月：信越本線と河東線のあいだで直通列車が運行される。
- 1963年（昭和38年）11月1日：電報取扱廃止[4]。
- 1982年（昭和57年）11月15日：国鉄ダイヤ改正で急行志賀が廃止。
- 1984年（昭和59年）11月15日：国鉄駅において、車扱貨物の取り扱い範囲を専用線発着のみに縮小[3]。
- 1985年（昭和60年）3月14日：国鉄駅において、荷物の取扱を廃止[3]。
- 1986年（昭和61年）3月26日：現在の駅舎に改築される[5]。
- 1987年（昭和62年）
  - 2月6日：みどりの窓口開設[6]。
  - 4月1日：国鉄分割民営化により、国鉄の駅は東日本旅客鉄道（JR東日本）・日本貨物鉄道（JR貨物）の駅となる。
- 1994年（平成6年）12月3日：JR貨物、貨物の取り扱い範囲を、臨時の車扱貨物のみに縮小[3]。
- 1997年（平成9年）10月1日：経営分離により、JR東日本の駅がしなの鉄道に移管される[3]。
- 2002年（平成14年）9月18日：長野電鉄河東線が屋代線に改称。
- 2006年（平成18年）9月28日：構内のキヨスク跡地にローソンがオープンする。
- 2008年（平成20年）12月：構内のローソンが閉店する。
- 2010年（平成22年）8月12日：構内のローソン跡地に「屋代駅ウェルカムステーション」がオープンする[1]。
- 2012年（平成24年）4月1日：屋代線が廃止され、しなの鉄道の単独駅となる[2]。
- 2017年（平成29年）3月3日：改札口北側に、新しいエレベーター・跨線橋が完成。
- 2026年（令和8年）春季：交通系ICカード「Suica」利用サービス開始（予定）[7]。

### 駅名について
駅名は屋代であるが所在地は小島である。なお、隣の屋代高校前駅は屋代地区にある。

## 駅構造

### ホーム・配線
地上駅であり、ホームも地面に接する構造である。また、かつてはビジネスえきねっとが設置されていたが、現在は取り扱いを終了している。
しなの鉄道のホームは、単式ホーム・島式ホームが1面ずつあり、単式ホームに1線1番線が下り本線、2番線が中線、3番線が上り本線であり、1番線に長野方面行きの列車、3番線に軽井沢方面行きの列車が発着する。ホームに接していない線路もあり、3番線の東側にしなの鉄道線の上り1番線がある。跨線橋は、従来から設置されているものの他、エレベーター付きの新しい跨線橋が移管後新たに設置された。
この東側に長野電鉄屋代線のりばがあった。雨宮駅・松代駅・須坂駅方面へ乗車可能であった。かつて木造建築の待合室がある島式ホーム構造であった。長野電鉄のりばは5番線が付与されていたが、4番線に相当するしなの鉄道側の線路にはフェンスが設置されていて定期列車は5番線のみを使用していた。廃止からしばらくして屋根や待合室などが解体され2024年現在はホーム部分のみが残存する。
駅構内南東には、長野電鉄の車両の点検・整備をおこなっていた長電テクニカルサービス屋代車両検査場がある。この検査場はしなの鉄道車両の検査を受託しているため、屋代線廃止後も引き続き操業している。検査場内には屋代線に繋がる3線の線路があったが、このうちの1線からしなの鉄道線の上り1番線に繋がる線路が分かれていた。屋代線の廃止時点ではこの検査場を介してのみしなの鉄道線と接続していたが、1937年（昭和12年）に国有鉄道から長野電鉄河東線（後の屋代線）に初めて直通列車が乗り入れてから、1982年（昭和57年）の急行「志賀」運行廃止まで、直通用の連絡線が存在した（運行廃止後まもなく線路は撤去された）。しなの鉄道車両の検査をおこなう関係で、検査場から同線につながる線路は現在も使用されている。なお長野電鉄で車両の搬入を須坂駅構内で行っている。

### のりば
| 番線 | 路線          | 方向           | 行先           |
| ---- | ------------- | -------------- | -------------- |
| 1    | ■しなの鉄道線 | 下り           | 長野方面       |
| 2    | ■しなの鉄道線 | （予備ホーム） | （予備ホーム） |
| 3    | ■しなの鉄道線 | 上り           | 軽井沢方面     |

（出典：しなの鉄道:駅構内マップ）
- 2017年10月現在、2番線を発着する定期列車はない。

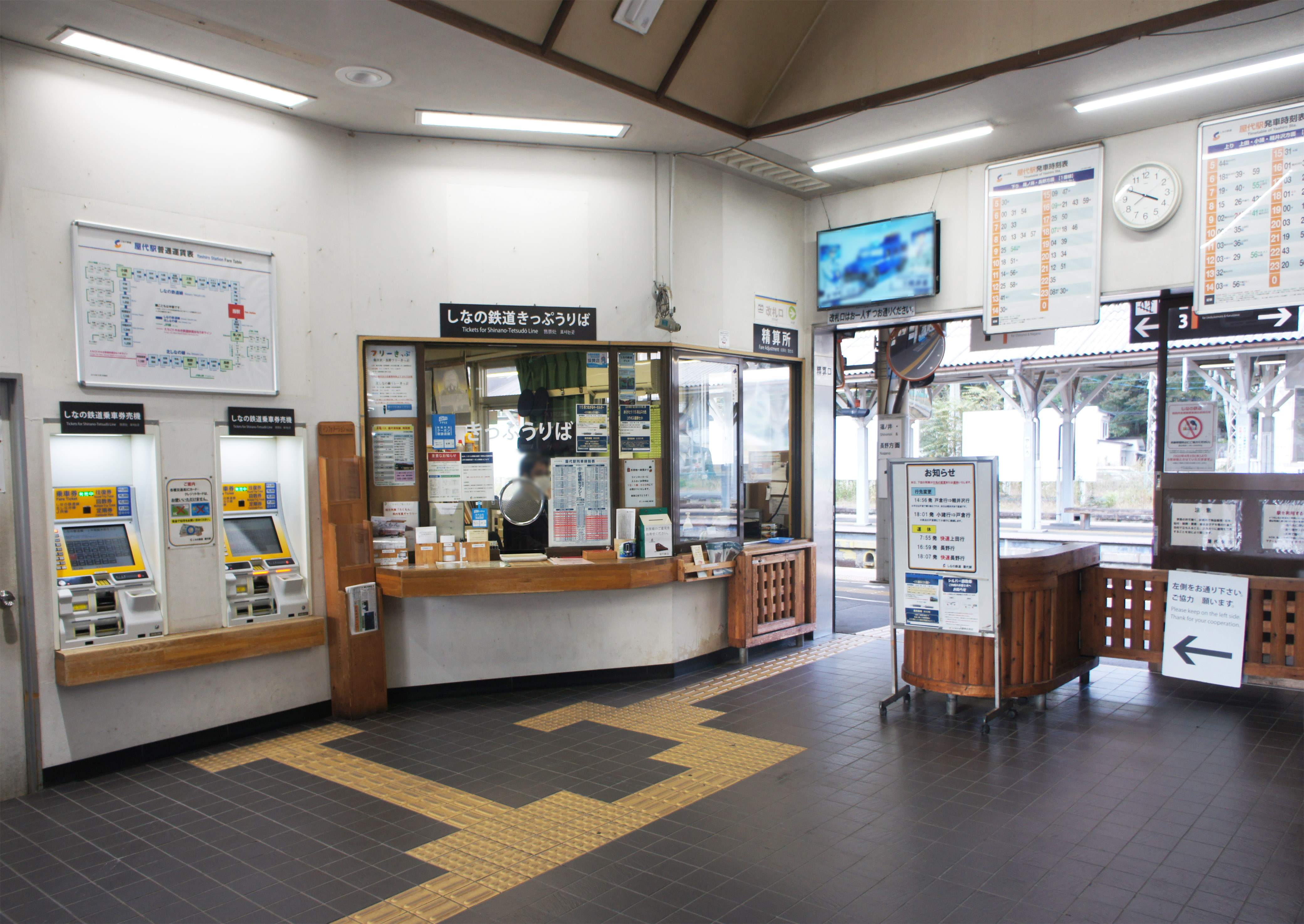
改札口（2021年10月）
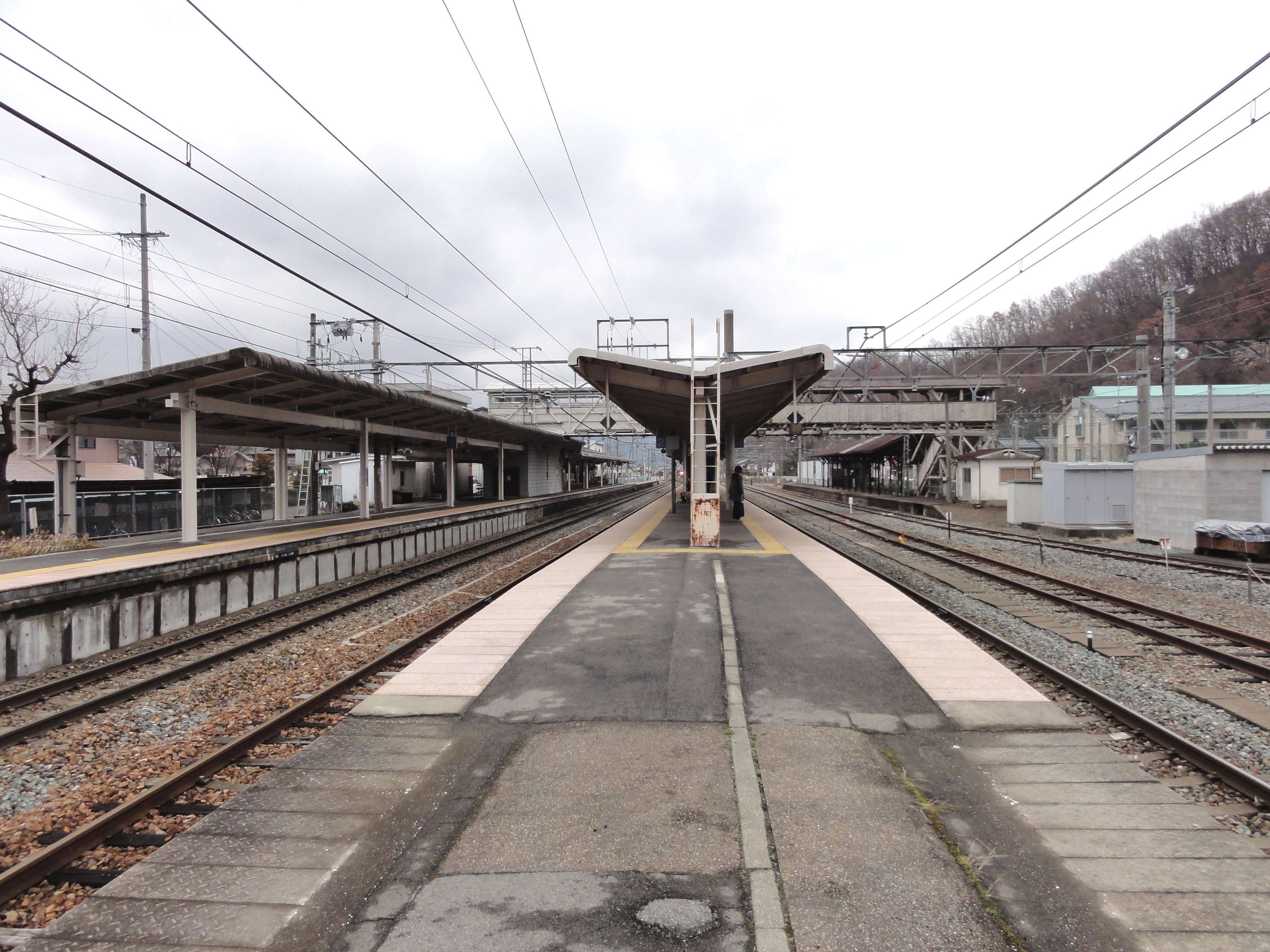
ホーム（2012年3月）

### 駅舎・その他設備
ホームでは発車メロディが使用されており、1番線の曲が「JR-SH5-3」、3番線の曲が「JR-SH3-3」である。なお、屋代線の5番線ホームでは発車ベルが用いられていた。
駅舎内に「千曲市屋代駅市民ギャラリー」（千曲市の文教施設）・「屋代駅ウェルカムステーション」（千曲商工会議所運営の売店）を併設する。また、改札前では、地元商店の商品が並んでおり、精算は窓口で行っている。
駅舎は駅西側の単式ホーム（1番線）側に設置されている。

### 旧屋代線ホーム

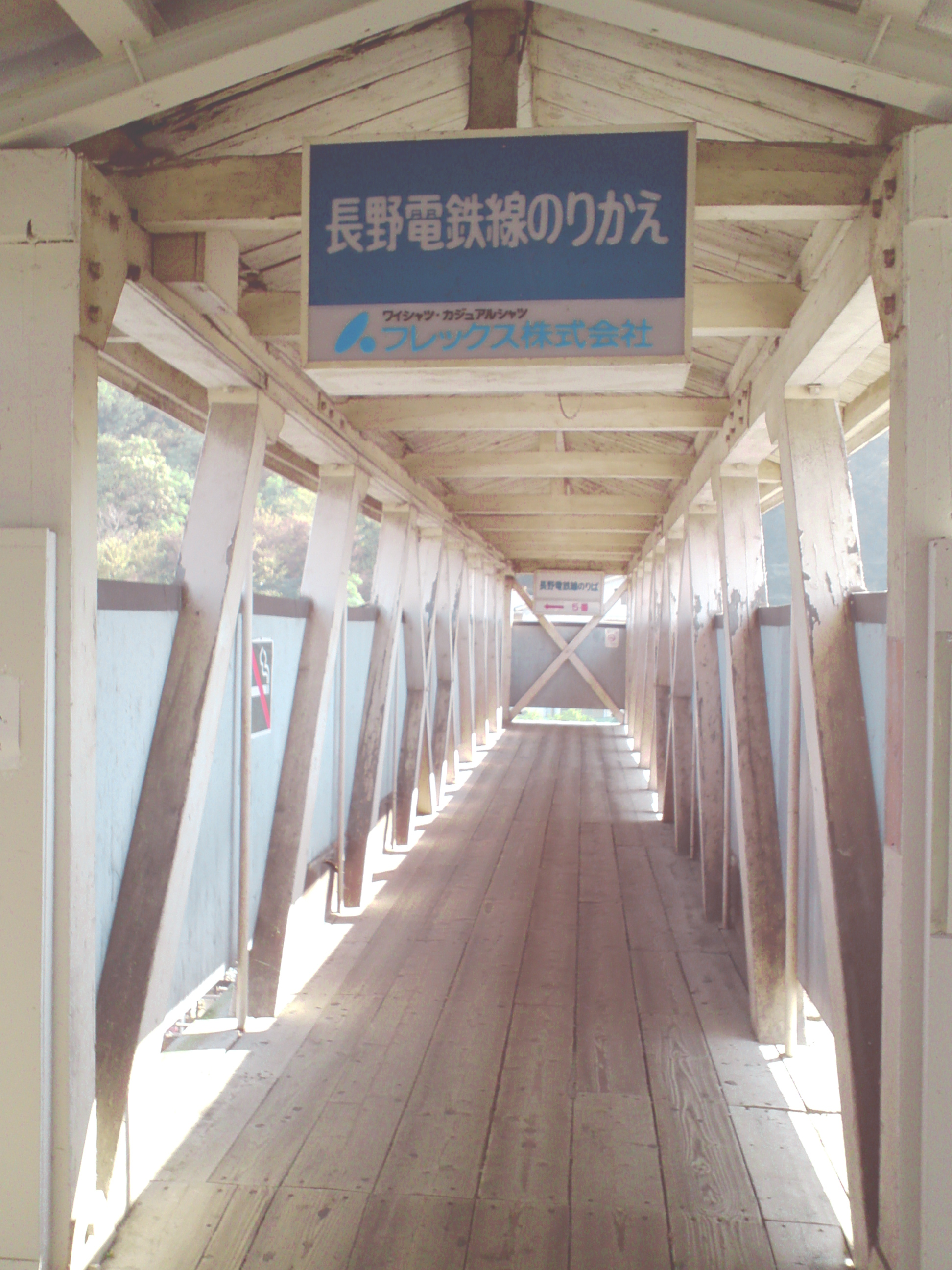
かつて使用されていた跨線橋

ホームの上屋や、しなの鉄道ホームと駅舎を結ぶ跨線橋は木造であったがホームを残して解体された。
廃止された屋代線の駅業務はしなの鉄道が担当し、長野電鉄の社員は配置されておらず、屋代駅では有人駅であるにもかかわらず到着列車は前扉しか開かず、長野電鉄線内の駅で購入した切符や整理券は運転士が回収していた。それと引き換えに精算済証が交付され、出場時に改札で駅員に渡すようになっていた。また屋代から精算済証を持ったまましなの鉄道線に乗車し、目的地で屋代からの運賃を精算するようになっていた。ただし須坂行きは全てのドアが開いた。しなの鉄道の券売機では屋代線の乗車券も購入できたが購入できるのは東屋代と雨宮と松代と須坂のみであった。それ以外の駅まで利用する場合は改札口にて駅員に屋代線に乗る旨を伝えて屋代線ホームに向かい列車の発券機から整理券を取って下車駅で精算するようになっていた。

## 貨物取扱
現在、JR貨物の駅は車扱貨物の臨時取扱駅となっており、貨物設備はなく、専用線も接続していないため定期貨物列車の発着はない。屋代線廃止までは長野電鉄向けの甲種車両輸送の終着駅となっていた。屋代線廃止後、長野電鉄の車両搬入は北長野駅より陸送される形態に変更されている。
1993年（平成5年）ごろまで、現在長電テクニカルサービス屋代工場となっている場所にあったシェル石油の油槽所へ至る専用線があり、油槽所向けの石油の取扱いがあった。また国鉄分割民営化前までは、駅舎の北側に有蓋車用の貨物ホームが1面設置されていた。

## 利用状況
「千曲市統計書」によると、2021年度（令和3年度）の1日平均乗車人員は1,639人である。
1999年度（平成11年度）以降の推移は以下のとおりである。なお、1999年度（平成11年度）- 2011年度（平成23年度）は、長野電鉄の統計も記述する。
| 1日平均乗車人員推移 | 1日平均乗車人員推移 | 1日平均乗車人員推移 | 1日平均乗車人員推移 |
| 年度                | しなの鉄道          | 長野電鉄            | 出典                |
| ------------------- | ------------------- | ------------------- | ------------------- |
| 1999年（平成11年）  | 3,249               | 257                 | [ 千曲 2 ]          |
| 2000年（平成12年）  | 3,166               | 225                 | [ 千曲 2 ]          |
| 2001年（平成13年）  | 2,776               | 192                 | [ 千曲 2 ]          |
| 2002年（平成14年）  | 2,672               | 154                 | [ 千曲 2 ]          |
| 2003年（平成15年）  | 2,528               | 158                 | [ 千曲 2 ]          |
| 2004年（平成16年）  | 2,454               | 165                 | [ 千曲 3 ]          |
| 2005年（平成17年）  | 2,475               | 171                 | [ 千曲 3 ]          |
| 2006年（平成18年）  | 2,474               | 176                 | [ 千曲 3 ]          |
| 2007年（平成19年）  | 2,422               | 175                 | [ 千曲 3 ]          |
| 2008年（平成20年）  | 2,458               | 176                 | [ 千曲 3 ]          |
| 2009年（平成21年）  | 2,318               | 183                 | [ 千曲 4 ]          |
| 2010年（平成22年）  | 2,192               | 185                 | [ 千曲 4 ]          |
| 2011年（平成23年）  | 2,184               | 170                 | [ 千曲 4 ]          |
| 2012年（平成24年）  | 2,209               | 廃線                | [ 千曲 4 ]          |
| 2013年（平成25年）  | 2,307               | 廃線                | [ 千曲 4 ]          |
| 2014年（平成26年）  | 2,199               | 廃線                | [ 千曲 5 ]          |
| 2015年（平成27年）  | 2,159               | 廃線                | [ 千曲 5 ]          |
| 2016年（平成28年）  | 2,147               | 廃線                | [ 千曲 5 ]          |
| 2017年（平成29年）  | 2,155               | 廃線                | [ 千曲 5 ]          |
| 2018年（平成30年）  | 2,160               | 廃線                | [ 千曲 5 ]          |
| 2019年（令和元年）  | 2,106               | 廃線                | [ 千曲 5 ]          |
| 2020年（令和02年）  | 1,580               | 廃線                | [ 千曲 1 ]          |
| 2021年（令和03年）  | 1,639               | 廃線                | [ 千曲 1 ]          |

## 駅周辺
- 長野県屋代南高等学校[1]
- 千曲市立屋代小学校
- 長野県千曲警察署[1]
- 千曲郵便局
- 千曲市役所[1]
- 千曲中央病院
- ホテルルートインコート千曲更埴
- 八十二銀行屋代支店
- 長野信用金庫屋代支店
- ながの東急百貨店更埴サテライトショップ
- 平安堂更埴店
- バロー千曲店
- ベイシア更埴店
- 屋代駅前郵便局
- 西友粟佐店

## バス路線
「屋代駅」停留所にて、長電バスの路線バスが発着する。
- 千曲市循環バス
- 屋代須坂線：須坂駅

循環バスは市内各地に向けて運行されている。このほか、デマンドタクシーも運行されている。

## その他
- 当駅は駅名ながら地積は屋代地区でなく小島である。屋代地区は近くにある地域で屋代高校前駅はここにある。

## 隣の駅
しなの鉄道
■しなの鉄道線
- 観光列車「ろくもん」停車駅

□快速
戸倉駅 - 屋代駅 - 篠ノ井駅
■普通
千曲駅 - 屋代駅 - 屋代高校前駅

### かつて存在した路線
長野電鉄
■屋代線
屋代駅 (Y1) - 東屋代駅 (Y2)

### 記事本文
1. 1 2 3 4 5 6 7 8 9 10 11 12 13 14 15 16 17  長野県全駅、p.254。
2. 1 2 3 4 5 6 7 8 9  長野県全駅、p.291。
3. 1 2 3 4 5 6 7  『停車場変遷大事典 国鉄・JR編』 JTB、1998年、577-578頁。ISBN 4-533-02980-9
4. ↑  日本電信電話公社報　昭和38年11月19日第2099号
5. ↑  長野鉄道管理局 編『写真でつづる長野鉄道管理局の歩み』長野鉄道管理局、1987年3月10日、482頁。
6. ↑  『長鉄局、屋代駅と飯山駅にみどりの窓口設置』昭和62年2月3日日本経済新聞地方経済面長野
7. ↑  “しなの鉄道全線への「Suica」導入について”.   しなの鉄道. 2025年2月27日閲覧。
8. ↑  「HiSE威風堂々 -長野電鉄1000系日車豊川→屋代763.5km 甲種輸送の旅路-」『鉄道ファン』通巻543号（2006年7月号）、交友社、2006年

### 利用状況
千曲市統計書
1. 1 2  “千曲市統計書 2022年版” (PDF).   千曲市. p. 98 (2023年3月). 2023年11月14日時点のオリジナルよりアーカイブ。2023年11月16日閲覧。
2. ↑  “千曲市統計書 2004年版” (PDF). p. 106 (2005年3月). 2023年11月14日時点のオリジナルよりアーカイブ。2023年11月16日閲覧。
3. ↑  “千曲市統計書 2009年版” (PDF).   千曲市. p. 106 (2010年3月). 2023年11月14日時点のオリジナルよりアーカイブ。2023年11月16日閲覧。
4. ↑  “千曲市統計書 2014年版” (PDF).   千曲市. p. 96 (2015年3月). 2023年11月14日時点のオリジナルよりアーカイブ。2023年11月16日閲覧。
5. ↑  “千曲市統計書 2020年版” (PDF).   千曲市. p. 98 (2021年3月). 2023年11月14日時点のオリジナルよりアーカイブ。2023年11月16日閲覧。